# Чичано
Чичано (итал. Cicciano) је насеље у Италији у округу Напуљ, региону Кампанија.
Према процени из 2011. у насељу је живело 12639 становника. Насеље се налази на надморској висини од 50 м.

## Становништво
Према резултатима пописа становништва 2011. у општини је живело 12.698 становника.
| 1931. | 1936. | 1951. | 1961. | 1971. | 1981.  | 1991.  | 2001.  | 2011.  |
| ----- | ----- | ----- | ----- | ----- | ------ | ------ | ------ | ------ |
| 5.488 | 6.125 | 7.747 | 8.626 | 9.267 | 10.528 | 12.793 | 12.573 | 12.698 |